# Maribel Caicedo
Maribel Vanessa Caicedo (* 1. April 1998 in Guayaquil) ist eine ecuadorianische Hürdenläuferin, die sich auf die 100-Meter-Distanz spezialisiert hat. Seit 2024 ist sie Inhaberin des Südamerikarekordes über diese Distanz.

## Sportliche Laufbahn
Ihren ersten Wettkampf bei internationalen Meisterschaften bestritt Maribel Caicedo bei den Jugendsüdamerikameisterschaften 2014 in Cali, bei denen sie die Goldmedaille über 100 Meter Hürden und Bronze über die Flachdistanz gewinnen konnte. Bei den U23-Südamerikameisterschaften in Montevideo verpasste sie als Vierte über 100 Meter und mit der Staffel nur knapp eine Medaille. 2015 gewann sie bei den Juniorensüdamerikameisterschaften in Cuenca die Silbermedaille mit der ecuadorianischen 4-mal-100-Meter-Staffel. Bei den Südamerikameisterschaften in Lima belegte sie den siebten Platz im Finale. Anschließend darauf feierte sie mit dem Gewinn der Goldmedaille bei den Jugendweltmeisterschaften in Cali ihren bisher größten Erfolg. Abschließend gewann sie bei den Panamerikanischen Jugendspielen in Edmonton die Silbermedaille.
2016 nahm sie an den Ibero-amerikanischen Meisterschaften in Rio de Janeiro teil und belegte dort den sechsten Platz. Bei den Juniorenweltmeisterschaften im polnischen Bydgoszcz wurde sie im Vorlauf über 100 Meter Hürden disqualifiziert und mit der ecuadorianischen Staffel belegte sie im Finale den achten Platz. Bei den U23-Südamerikameisterschaften in Lima gewann sie zudem die Silbermedaille und Gold mit der Staffel. 2017 gewann sie die Goldmedaille bei den Juniorensüdamerikameisterschaften in Leonora über die Hürden und mit der ecuadorianischen Stafette. Daraufhin wurde sie in das Team für die Weltmeisterschaften in London nominiert, kam dort aber nicht zum Einsatz. Zuvor gewann sie bei den Panamerikanischen Juniorenmeisterschaften in Trujillo die Bronzemedaille im Hürdenlauf. Im November nahm sie an den Juegos Bolivarianos in Santa Marta teil und gewann dort in 13,46 s die Bronzemedaille über die Hürden sowie die Silbermedaille mit der 4-mal-100-Meter-Staffel. 2018 gelangte sie bei den Südamerikaspielen in Cochabamba bis in das Finale, in dem sie aber nicht mehr an den Start ging. Anschließend gewann sie bei den Ibero-Amerikanischen Meisterschaften in Trujillo in 13,63 s die Silbermedaille im Hürdensprint hinter Andrea Vargas aus Costa Rica sowie mit der 4-mal-100-Meter-Staffel in 46,76 s hinter dem Team aus Peru. Im Jahr darauf nahm sie erstmals an den Panamerikanischen Spielen in Lima teil und schied dort im Hürdensprint mit 13,53 s in der ersten Runde aus und wurde mit der Staffel im Vorlauf disqualifiziert. 2022 startete sie über 60 m Hürden bei den Hallenweltmeisterschaften in Belgrad und kam dort mit 8,33 s nicht über den Vorlauf hinaus. Im Juli gewann sie bei den Juegos Bolivarianos in Valledupar in 13,31 s die Silbermedaille hinter der Venezolanerin Yoveinny Mota. 2024 verbesserte sie in den Vereinigten Staaten den Südamerikarekord auf 12,49 s und lief die 100 m Hürden windunterstützt in 12,38 s. Im August nahm sie an den Olympischen Sommerspielen in Paris teil und schied dort mit 12,67 s im Halbfinale aus. 

## Persönliche Bestleistungen
- 100 Meter: 11,55 s, 1. Mai 2015 in Cuenca
  - 60 Meter (Halle): 7,44 s, 11. Februar 2023 in Albuquerque
- 200 Meter: 23,52 s (+1,8 m/s), 26. April 2024 in Corvallis
  - 200 Meter (Halle): 24,27 s, 11. Februar 2022 in Albuquerque (ecuadorianischer Rekord)
- 100 m Hürden: 12,49 s (+1,3 m/s), 23. Mai 2024 in Fayetteville (Südamerikarekord)
  - 60 m Hürden (Halle): 7,99 s, 11. Februar 2023 in Albuquerque (ecuadorianischer Rekord)
- Weitsprung: 6,09 m, 29. Juni 2014 in Cuenca